# Sarona mamaki
Sarona mamaki är en insektsart som beskrevs av Asquith 1994. Sarona mamaki ingår i släktet Sarona och familjen ängsskinnbaggar. Inga underarter finns listade i Catalogue of Life.